# Luci Lucceu
Luci Lucceu (en llatí Lucius Lucceius Q. F.) va ser un historiador romà, amic de Ciceró i enemistat amb Tit Pomponi Àtic per motius desconeguts. Trobem el seu nom de forma freqüent en la primera correspondència entre Ciceró i Àtic. Ciceró va intentar reconciliar als dos amics seus, però Lucceu estava tan enfadat amb Àtic que no hi va haver possibilitat de reconciliació. Sembla que Sal·lusti va estar implicat d'alguna manera en l'enemistat.
L'any 63 aC va acusar Catilina quan aquest no va sortir elegit cònsol en els comicis, i la seva oratòria va ser qualificada per Asconi de paratus eruditusque (un erudit molt preparat).
L'any 60 aC va ser candidat al consolat junt amb Juli Cèsar que li va donar suport a canvi de què Lucceu, que era molt ric, donés diners als electors en nom dels dos, però va perdre l'elecció pels esforços de l'aristocràcia, que volia evitar l'ascens de Cèsar al poder, a favor de Bíbul.
Després d'això sembla que Lucceu es va retirar de la vida pública i es va dedicar només a la literatura. Va compondre una història de Roma començant pel període de la guerra social. L'any 55 aC, quan havia arribat a la descripció de la primera guerra civil, Ciceró, que estava impacient perquè Lucceu narrés les seves accions, no volia esperar que arribés al període del seu consolat, li va demanar en una carta que tanqués el curs narratiu i dediqués una obra separada al període entre la conspiració de Catilina i la seva tornada del desterrament. El mateix Ciceró qualifica aquesta carta de valde bella (extremadament bella), i és una de les més extraordinàries de la seva correspondència. Ciceró li demana a Lucceu que tingui més present la amistat que la veritat, i que parli dels esdeveniments en termes més elevats dels que potser mereixien. I acaba dient que si no li fa cas i no escriu sobre el tema, es veurà obligat a escriure ell mateix aquella història. Lucceu va prometre escriure aquella obra, i encara que va enviar un esborrany a Ciceró, no devia acabar mai la història promesa.
L'any 55 aC va anar a Sardenya i el 49 aC, quan va esclatar la Segona guerra civil, va donar suport a Gneu Pompeu, amb el que tenia relacions d'amistat. Pompeu el consultava durant la guerra sobre els assumptes importants. El 48 aC Cèsar el va perdonar i va tornar a Roma on va conservar l'amistat de Ciceró. Quan aquest va perdre la seva filla Tul·liola l'any 45 aC, Lucceu li va enviar una sentida carta de condol.Probablement va morir al cap de poc temps, ja que el seu nom no torna a aparèixer a la correspondència de Ciceró.